# 횡성우체국
횡성우체국(橫城郵遞局)은 횡성 지역의 우편 및 우체국금융 서비스 업무를 수행하는 강원지방우정청 소속 우체국이다.

## 연혁
- 1898년 5월 15일 : 횡성임시우체사로 개설
- 1905년 6월 13일 : 횡성임시우체소로 개칭
- 1906년 12월 1일 : 횡성우체소로 개칭
- 1911년 6월 1일 : 횡성우편소 개설
- 1941년 2월 1일 : 횡성우편국 개칭
- 1949년 4월 1일 : 횡성우체국으로 승격(6급)
- 1950년 9월 30일 : 6.25전쟁으로 청사 전소
- 1951년 7월 1일 : 아군 재수복으로 청사임시 개국(읍상리 310)
- 1953년 12월 7일 : 신청사 준공으로 청사이전(읍상리 72)
- 1969년 4월 20일 : 청사 신축으로 가청사로 이전(읍하리 66-1)
- 1969년 7월 20일 : 1차공사 준공으로 신청사 입주(읍하리 72-2)
- 1970년 10월 4일 : 2차공사 완료(읍하리 72-2)
- 1971년 12월 15일 : 사무관 관서로 승격(서무계, 업무계)
- 1972년 4월 1일 : 지정국으로 승격
- 1974년 12월 30일 : 청사 2층 증축공사 준공(읍하리 72-2)
- 1976년 12월 31일 : 전신전화분국 신축(자동600회선, 읍하리 134)
- 1977년 3월 16일 : 감독국으로 승격
- 1977년 7월 1일 : 전신전화시설정비체계 개선에 따른 기술계 발족(서무계, 업무계, 기술계)
- 1982년 2월 1일 : 전기통신공사 발족에 따른 기술계 폐지
- 1983년 1월 21일 : 지도계신설(서무계, 지도계, 업무계)
- 1987년 1월 1일 : 업무계 폐지(예금보험계, 우편계신설)
- 1994년 12월 12일 : 신청사로 입주(지하 1층 지상3층 읍하리 119-2)
- 2020년 10월 5일 : 횡성읍하우체국 폐국[1]

## 관할우체국
| 우체국명           | 사진 | 주소                                         | 비고                 |
| ------------------ | ---- | -------------------------------------------- | -------------------- |
| 강림우체국         |      | 강원특별자치도 횡성군 강림면 태종로 24       |                      |
| 공근우체국         |      | 강원특별자치도 횡성군 공근면 학담3길 8       |                      |
| 둔내우체국         |      | 강원특별자치도 횡성군 내면 둔내로 57         |                      |
| 서원우체국         |      | 강원특별자치도 횡성군 서원면 서원로 150      |                      |
| 안흥우체국         |      | 강원특별자치도 횡성군 안흥면 안흥로 34       |                      |
| 우천우체국         |      | 강원특별자치도 횡성군 우천면 우항3길 9-2     |                      |
| 청일우체국         |      | 강원특별자치도 횡성군 청일면 청정로 851-1    |                      |
| 횡성갑천우체국     |      | 강원특별자치도 횡성군 갑천면 청정로매일3길 5 |                      |
| 횡성북천우편취급국 |      | 강원특별자치도 횡성군 횡성읍 화성로 45       |                      |
| 횡성읍하우체국     |      | 강원도 횡성군 횡성읍 삼일로 16               | 2020년 10월 5일 폐국 |

## 조직
- 영업과
- 우편물류과
- 경영지도실